# 润蔽蛛
润蔽蛛（学名：Lathys humilis）为卷叶蛛科蔽蛛属的动物。在中国大陆，分布于甘肃、山东等地。